# Lycalopex sechurae
Lycalopex sechurae (Сечуранська лисиця або Зорро сечуранський) — вид родини псових роду Lycalopex (зорро).

## Поширення
Lycalopex sechurae можна знайти в прибережній зоні на північному заході Перу і південно-західному Еквадорі. Діапазон місць проживання простягається від піщаних пустель з низькою щільністю рослин до сільськогосподарських угідь і сухих лісів.

## Морфологія
Морфометрія. Довжина голови й тіла: 500—780 мм, довжина хвоста: 270–340 мм, довжина вух: 60—80 мм, висота в плечах: 220—360 мм, вага: 2,6—4,2 кг. Морфометричні дані виведені на основі вимірювань чотирьох зразків (самців).
Опис. Голова маленька. Вуха відносно довгі. Обличчя сіре, навколо очей рудувато-коричневі кільця. Вуха можуть бути червонуваті із зовнішнього боку. Темна мордочка може мати світліше волосся навколо губ. Волосяний покрив складається з світлого підшерстя і агутієвого покривного волосся, в той час як нижні частини тіла жовтувато-коричневого або кремового кольору. Іноді на спині є темна смуга. Передні та задні кінцівки зазвичай червонуваті. Хвіст відносно довгий і густо опушений, закінчується темним кінчиком. Зубна формула: I 3/3, C 1/1, P 4/4, M 2/3 = 42. Роздиральні зуби трохи менші, і розмолювальні зуби більші, ніж у суміжних формах (Thomas 1900); ікла "лисяче-подібні".

## Поведінка
У першу чергу веде нічний спосіб життя. Дітонародження відбуваються в основному в жовтні і листопаді.  
Харчування. Універсальний, всеїдний вид. Узимку й ранньою весною основа раціону — рослинна їжа, в основному стручки Prosopis juliflora, Capparis scabrida, Capparis avicennifolia. Також живляться кониками, мишами, падлом, скорпіонами (Carica candicans), фруктами. Сільські жителі повідомляють про нанесення шкоди домашній птиці та морським свинкам, в основному в період з вересня по січень. Відсутність постійної води в пустелі дозволяє припускати, що сечуранський зорро може вижити без пиття. Однак, він може лизати вранці сконденсовану вологу з рослинності. Ховання їжі про запас не спостерігалось.
Міжвидові відносини. Подекуди конкурує щодо харчування з кульпео та чіллою. Як повідомляють місцеві жителі, удави полюють на дитинчат. Хижацтво інших м'ясоїдних тварин, таких як пуми, інші котові і кульпео можливі в деяких областях, але і пума і ягуар тепер рідкість в місцях проживання сечуранського зорро. Великі хижаки в цих областях зазвичай полюють на менших тварин.

## Загрози та охорона
Найважливішими загрозами для цього виду є ринок ремісничих виробів і амулетів і переслідувань через пошкодження худоби. Зустрічається на кількох природоохоронних територіях в Еквадорі та Перу.

## Еволюція
Хоча необхідні додаткові дослідження, щоб зрозуміти повне походження цього виду, було запропоновано, що останнім предком роду Lycalopex був Dusicyon australis (або вовк Фолклендських островів), який вимер в 1876 році. 

Кілька скам'янілостей L. sechurae відомі з пізнього плейстоцену Еквадору та Перу, близького до сучасного ареалу. 
Генетичний аналіз показує, що найближчим живим родичем L. sechurae є Lycalopex fulvipes, яка має ареал в Чилі. 

### Хронологія
Прибуття першого предка псових до Південної Америки та подальша дивергенція з десятьма існуючими видами псових (включаючи L. sechurae) є прикладом надзвичайно швидкої еволюційної радіації. 
Деталі цієї недавньої диверсифікації недостатньо вивчені, можливо, найбільшою невідомістю є те, скільки інвазивних видів псових предків мігрувало до Південної Америки. 
Однак прийнято вважати, що це сталося під час Великого міжамериканського біотичного обміну в епоху міоцену через Панамський сухопутний міст. 

Численні дослідження 

підтвердили, що південноамериканські псові (з яких рід Lycalopex становить більше половини цих видів) є монофілетичними, мають одного спільного предка 3,5-4 мільйони років тому. 

L. sechurae була другим із шести видів Lycalopex, який зазнав дивергенції від свого сестринського таксону 
 
приблизно через 1,3 мільйона років після появи першого виду псових. 
Вважається, що предком роду Lycalopex був Фолклендський вовк (Dusicyon australis) 

приблизно 1,4-0,81 мільйона років тому. 

Існує теорія, що основна предкова група, які мігрували з Північної Америки, розділилася на дві частини: одна мігрувала на схід від Анд, а друга — на захід від Анд. 

Існує припущення, що загальний предок Lycalopex, можливо, мігрував до західно-андського регіону близько 1 мільйона років тому, ймовірно, під час підйому посушливих, схожих на савану середовищ існування (тих середовищ існування, які збереглися L. sechurae займає сьогодні ). 

Плейстоцен була визначним періодом в історії цього швидкої дивергенції видів. 
У багатьох дослідженнях було висловлено припущення, що в цей період і на початку голоцену відбулося значне скорочення і розширення льодовиків, що призвело до значних змін клімату Анд і навколо них 
, 
що були і залишаються ключовим фактором видоутворення. 

Вважається, що ця зміна клімату змінила території проживання деяких видів. 

### Генетика
Дослідження Perini et al (2009) показали спорідненість L. sechurae з Dusicyon australis. 

L. sechurae також, схоже, зазнала дуже незначного потоку генів порівняно з іншими п’ятьма видами Lycalopex. 

Будучи лише другим видом свого роду, який відокремився від спільного предка/сестринського таксону, L. sechurae має високий ступінь генетичної ізоляції від інших видів Lycalopex, а також відносно відмінну філогенію мітохондріальної ДНК. 

Крім того, геном L. sechurae демонструє суттєво низький ступінь аутосомної гетерозиготності, або генетичної мінливості, особливо на відміну від багатьох інших південноамериканських псових як усередині, так і за межами свого роду. 

Існує запропонована кореляція між низькою гетерозиготністю та невеликим розміром популяції, яку так само можна побачити у Lycalopex fulvipes, яка також населяє дуже вузький регіон на захід від Анд, за винятком того, що має острівну популяцію. 

## Виноски
1. ↑  Don E. Wilson, DeeAnn M. Reeder Mammal species of the world: a taxonomic and geographic reference, Vol. 1 — JHU Press, 2005, p. 580
2. 1 2 3  Вебсайт МСОП
3. 1 2  C. Asa and E.D. Cossíos Sechuran fox Pseudalopex sechurae (Thomas, 1900) / Canids: Foxes, Wolves, Jackals and Dogs - IUCN, 2004, pp. 69-72
4. ↑  New clues may explain the mysterious origins of the Falklands wolf. Animals (англ.). 27 жовтня 2021. Архів оригіналу за 27 жовтня 2021. Процитовано 4 листопада 2022.
5. ↑  Favarini, Marina O.; Simão, Taiz L. L.; Macedo, Gabriel S.; Garcez, Fabrício S.; Oliveira, Larissa R.; Cárdenas-Alayza, Susana; Cardeña Mormontoy, Marco; Angulo, Fernando; Kasper, Carlos Benhur; Johnson, Warren E.; Eizirik, Eduardo (11 August 2022). "Complex Evolutionary History of the South American Fox Genus Lycalopex (Mammalia, Carnivora, Canidae) Inferred from Multiple Mitochondrial and Nuclear Markers". Diversity. 14 (8): 642. doi:10.3390/d14080642. ISSN 1424-2818.
6. ↑  Carrillo, Juan D.; Forasiepi, Analía; Jaramillo, Carlos; Sánchez-Villagra, Marcelo R. (2015). Neotropical mammal diversity and the Great American Biotic Interchange: spatial and temporal variation in South America's fossil record. Frontiers in Genetics. 5: 451. doi:10.3389/fgene.2014.00451. ISSN 1664-8021. PMC 4283609. PMID 25601879.
7. 1 2 3 4 5  Perini, F. A.; Russo, C. A. M.; Schrago, C. G. (February 2010). The evolution of South American endemic canids: a history of rapid diversification and morphological parallelism. Journal of Evolutionary Biology (англ.). 23 (2): 311—322. doi:10.1111/j.1420-9101.2009.01901.x. PMID 20002250. S2CID 20763999.
8. 1 2 3 4 5 6 7 8 9  Chavez, Daniel E.; Gronau, Ilan; Hains, Taylor; Dikow, Rebecca B.; Frandsen, Paul B.; Figueiró, Henrique V.; Garcez, Fabrício S.; Tchaicka, Ligia; de Paula, Rogério C.; Rodrigues, Flávio H. G.; Jorge, Rodrigo S. P.; Lima, Edson S.; Songsasen, Nucharin; Johnson, Warren E.; Eizirik, Eduardo (23 серпня 2022). Comparative genomics uncovers the evolutionary history, demography, and molecular adaptations of South American canids. Proceedings of the National Academy of Sciences (англ.). 119 (34): e2205986119. Bibcode:2022PNAS..11905986C. doi:10.1073/pnas.2205986119. ISSN 0027-8424. PMC 9407222. PMID 35969758.
9. 1 2  Wayne, Robert K.; Geffen, Eli; Girman, Derek J.; Koepfli, Klaus P.; Lau, Lisa M.; Marshall, Charles R. (1 грудня 1997). Cannatella, David (ред.). Molecular Systematics of the Canidae. Systematic Biology (англ.). 46 (4): 622—653. doi:10.1093/sysbio/46.4.622. ISSN 1076-836X. PMID 11975336.
10. 1 2  Favarini, Marina O.; Simão, Taiz L. L.; Macedo, Gabriel S.; Garcez, Fabrício S.; Oliveira, Larissa R.; Cárdenas-Alayza, Susana; Cardeña Mormontoy, Marco; Angulo, Fernando; Kasper, Carlos Benhur; Johnson, Warren E.; Eizirik, Eduardo (11 серпня 2022). Complex Evolutionary History of the South American Fox Genus Lycalopex (Mammalia, Carnivora, Canidae) Inferred from Multiple Mitochondrial and Nuclear Markers. Diversity (англ.). 14 (8): 642. doi:10.3390/d14080642. ISSN 1424-2818.
11. ↑  Patterson, Bruce D.; Costa, Leonora P. (2012). Bones, Clones, and Biomes: The History and Geography of Recent Neotropical Mammals (англ.). University of Chicago Press. doi:10.7208/chicago/9780226649214.003.0015. ISBN 978-0-226-64919-1.